# Kathedrale von Auxerre

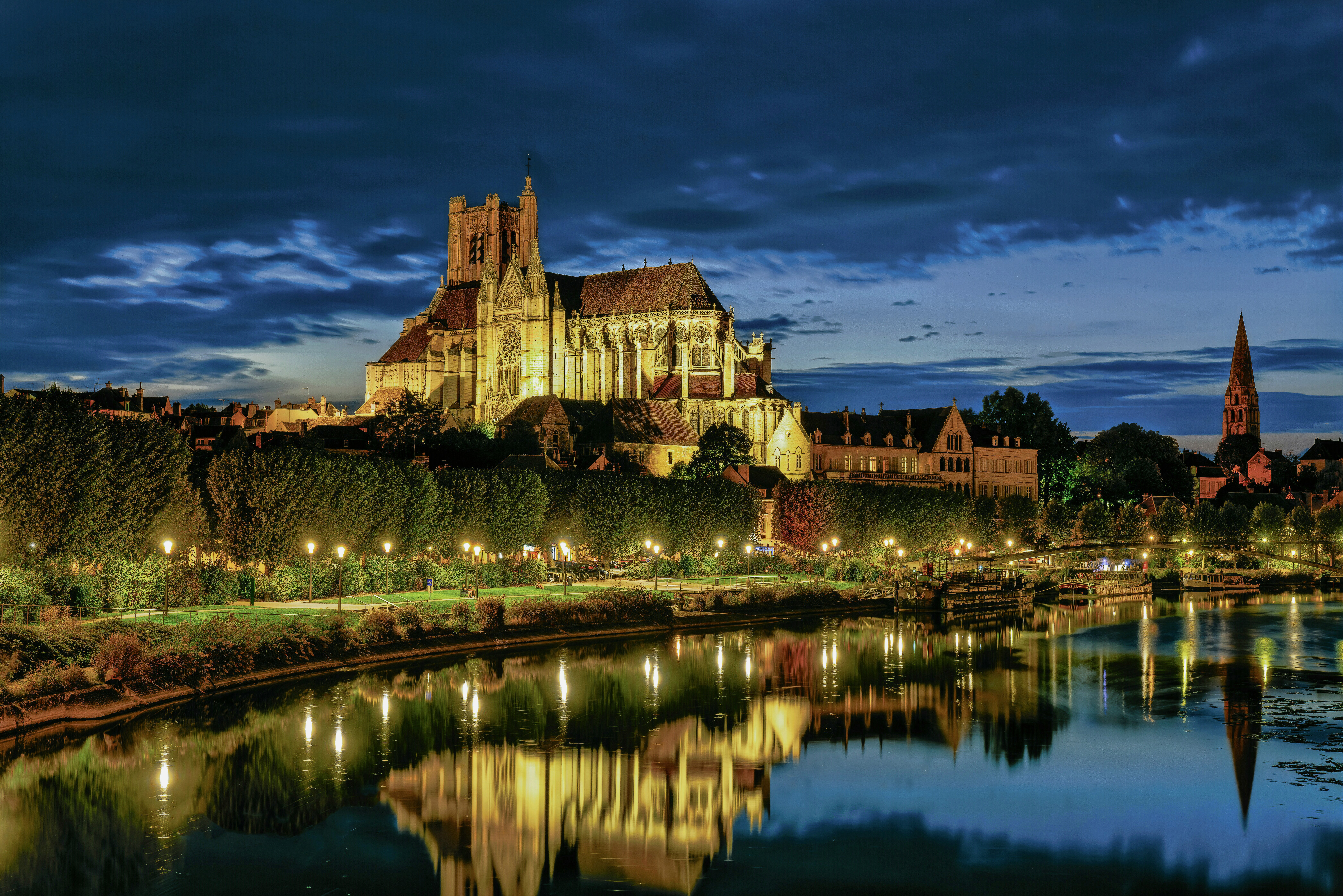
Die Kathedrale Saint-Étienne

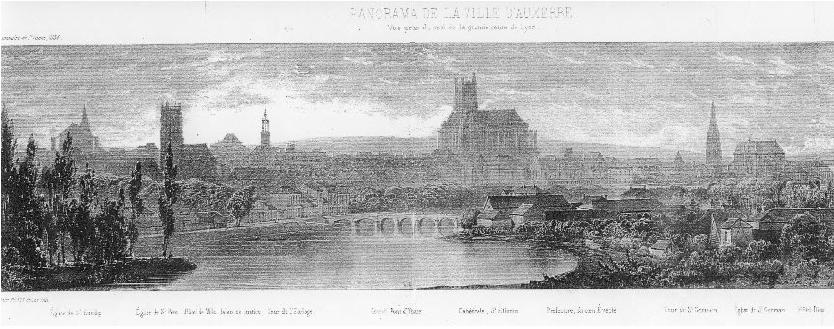
Die Kathedrale dominiert die Altstadt, Stich von 1854

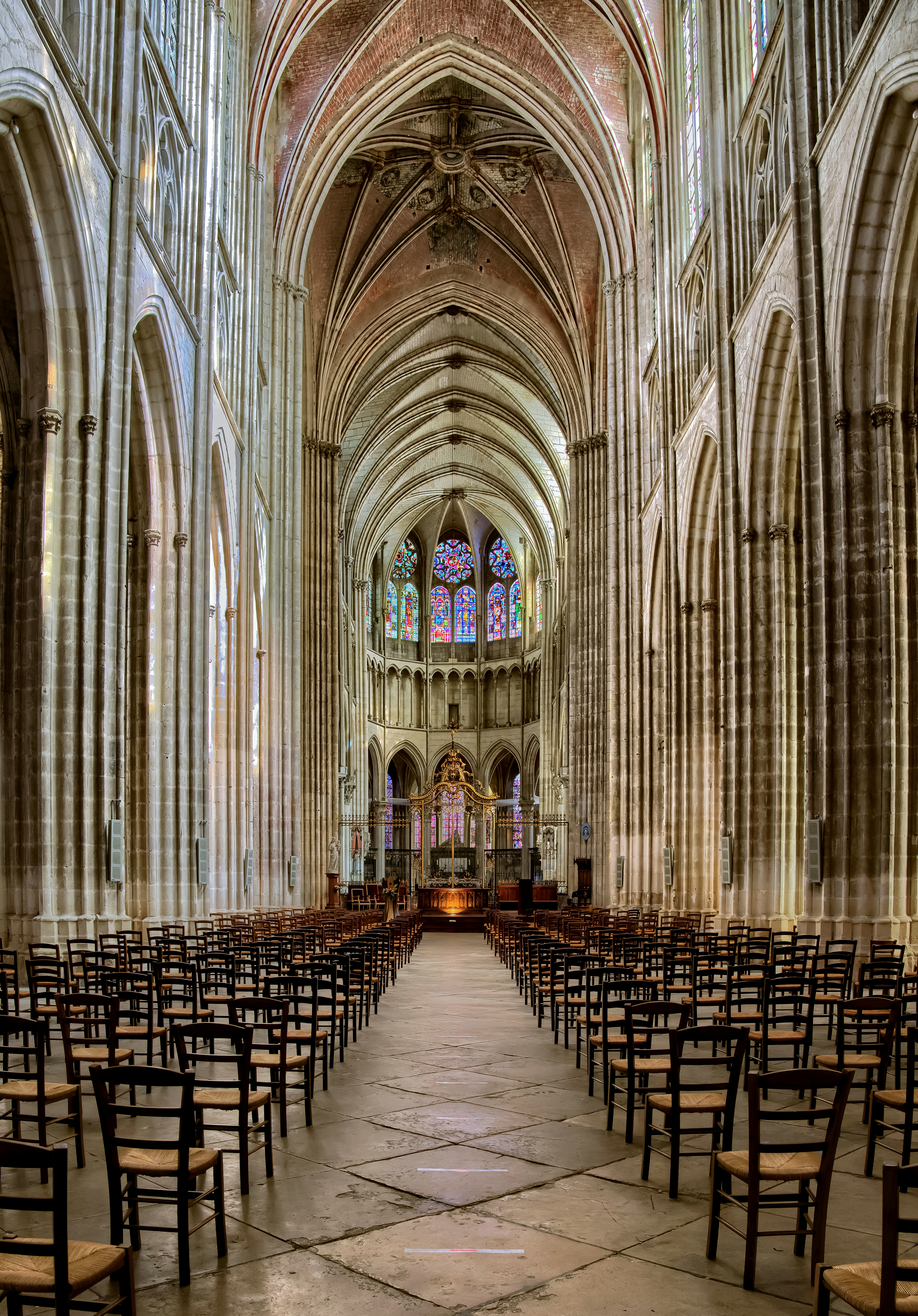
Langhaus und Chor

Die Kathedrale Saint-Étienne in Auxerre im Département Yonne in Burgund ist ein Hauptwerk der französischen Gotik. Das Bistum Auxerre war auch zur Bauzeit Suffragan des Erzbistums Sens, wie Paris und andere Bistümer des französischen Kronlandes. Seit 1823 ist die Kirche Konkathedrale des Erzbistums Sens-Auxerre.

## Baugeschichte und Baubeschreibung

### Überblick
Die Kathedrale liegt im Zentrum der Altstadt auf einem Hügel über der Yonne. Saint-Étienne wurde 1215 begonnen, also ungefähr zur gleichen Zeit wie Reims und Amiens, hat dann aber mehrere Bauphasen erlebt. Die Fassade stammt aus dem ausgehenden 13. Jahrhundert, der Nordturm wurde bis ins 16. Jahrhundert hinein gebaut. Diese Schaufläche der Spätgotik zeigt die damals starke Tendenz, alle freien Flächen mit aufgeblendetem Maßwerk zu überziehen.
Die Proportionen von Binnenchor und Mittelschiff ähneln stark denen der achtzig Jahre älteren des nicht weit entfernten Erzbischofssitzes Sens, der bei der Schaffung der Regionen dem Burgund zugeschlagen wurde, aber in der Zeit der Provinzen zur Champagne rechnete und zur Bauzeit zur Krondomäne gehörte, die etwa der Île-de-France entsprach. Das Prinzip der Doppelschaligkeit ist in Auxerre konsequent durchgeführt worden, wie im frühen 13. Jahrhundert in der Gotik der Normandie und des Burgund üblich. Hinter den Diensten geht der Laufgang durch, so dass das stützende System des Baues als eine eigene Ebene vor die dahinterliegende Raumschicht und die anschließende Fensterfläche gesetzt ist. Der Obergadenlaufgang geht zurück auf die Wandsysteme der drei großen Kathedralen des oberen Rhônetales, Lausanne, Genf und Lyon, in deren Bauhütten sich kurz vor 1200 die Gotik durchsetzte.
Im Chor finden wir das gleiche noch konsequenter angewandt. Hier werden Tendenzen deutlich, die darauf hinauslaufen, die Idee des aktiv nach oben strebenden Baugerüstes als eigenes System unabhängig von der Außenmauer für sich existieren zu lassen, gleichsam als Architektur-Idee losgelöst von jeder bautechnischen Funktion, also als reines Kunstwerk.

### Die Vorgängerbauten
Die heutige gotische Kathedrale ist der fünfte Bau an diesem Standort. Anstelle einer ersten Kirche errichtete Bischof Amâtre (gegen 386–418) einen neuen, größeren Bau. Bischof Desiderius (603–621) fügte dieser Kirche eine Apsis an, die mit einem Goldgrundmosaik nach dem Vorbild desjenigen des Syagrius in Autun geschmückt war. Dieses Gebäude wurde am Ende des 9. Jahrhunderts durch einen Brand vollständig zerstört. Der dritte Bau entstand unter dem Bischof Herifried (887–909). Auch er ging im Jahr 1023 durch einen Brand unter, ebenso wie ein großer Teil der Stadt. Bischof Hugo von Châlon erbaute danach eine romanische Kathedrale, die 1057 geweiht wurde. Der Chor, der durch zwei flankierende Türme eingefasst war, stützte sich auf die heute noch bestehende Krypta, die das zum Fluss hin abfallende Gelände ausgleicht.

### Der gotische Bau

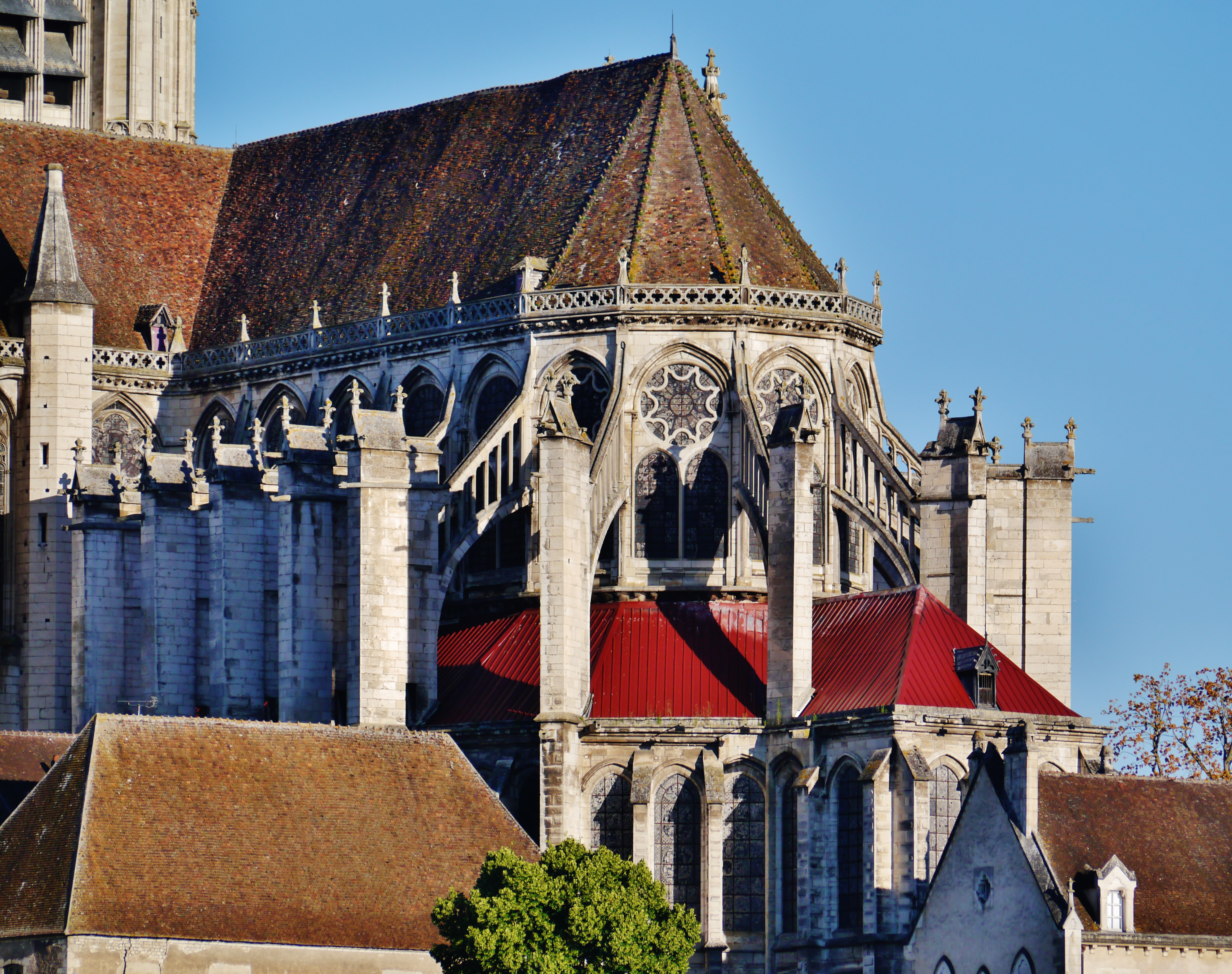
Chorschluss schon polygonal, aber Fenster von Kapellen und Chorobergaden noch frühgotisch

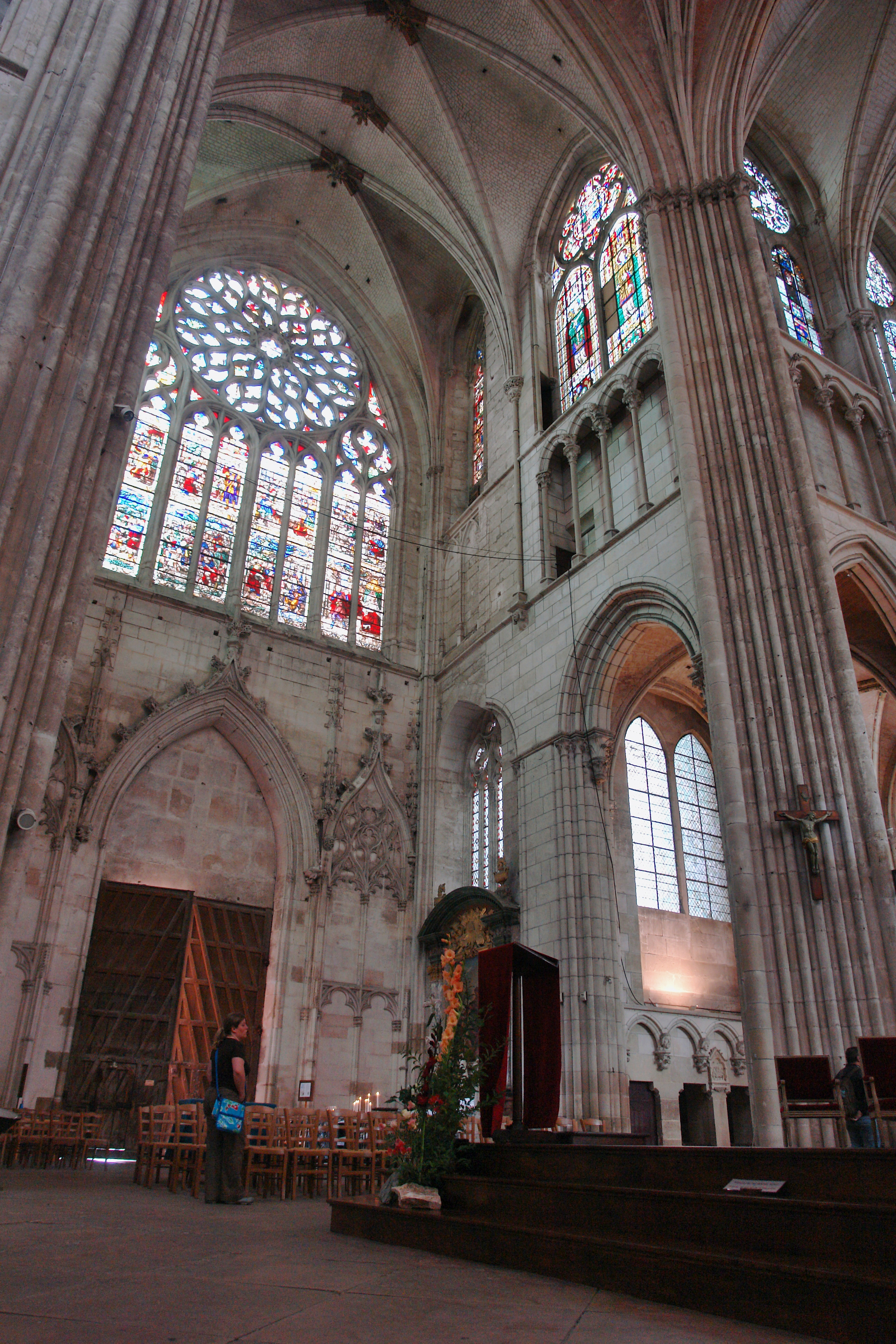
Saint-Étienne, Querhaus

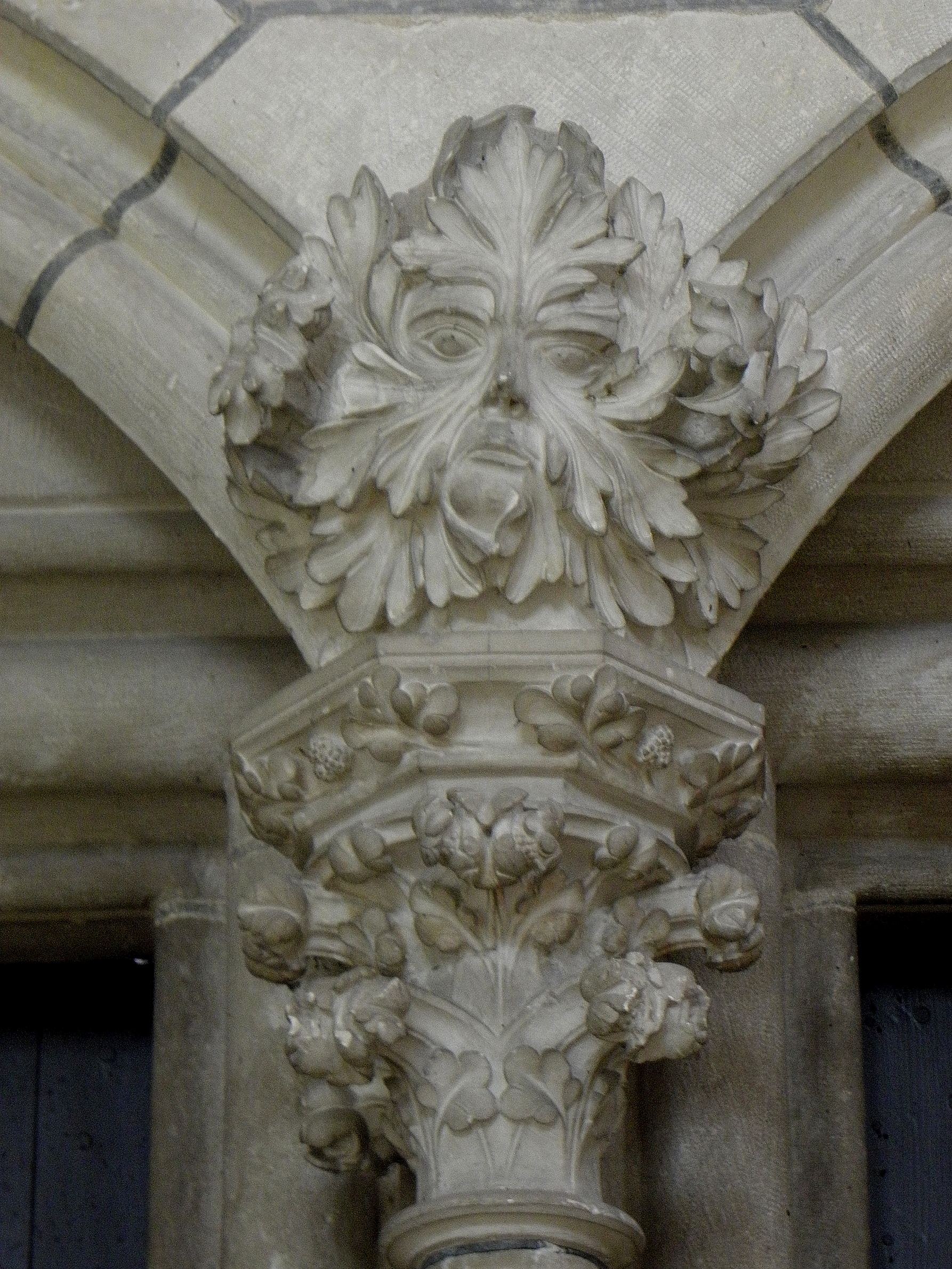
Kapitell mit Blattmaske

Die Errichtung der heutigen Kathedrale begann im Jahr 1215 unter Bischof Guillaume von Seignelay. 1235 war nach dem Episkopat des Henri de Villeneuve (1220–1234) der Hauptbau des Chores vollendet und man konnte bis 1250 die Glasmalereien der Chorfenster versetzen. Um diese Zeit begann man im Westen mit dem Bau der Fassade, der jedoch nur langsam vorankam. Am Ende des 13. Jahrhunderts waren Konsolidierungsarbeiten am Chor nötig. Um 1300 ging man an den Bau des südlichen Querhausarmes, dessen dem Kirchenpatron St. Stephanus gewidmetes Skulpturenportal um 1320 zu datieren ist. Der Abriss des alten romanischen Langhauses, das dem gotischen Neubau weichen musste, geschah am Anfang des 14. Jahrhunderts. Der Langhausbau erfolgte von ca. 1320–1350, und von 1345–55 realisierte man die Nebenkapellen der Seitenschiffe. Doch die Ungunst der Zeiten, besonders der Hundertjährige Krieg, verzögerten die Vollendung des Südseitenschiffs bis 1378. Die Verglasung des Langhauses geschah zwischen 1390 und 1410. Im Jahr 1403 beauftragte das Domkapitel den Schreiner Odon Gauthier mit den Türen für die Westfassade. So waren am Anfang des 15. Jahrhunderts das Nordquerhaus und die Türme noch nicht begonnen. Zunächst nahm man das Nordquerhaus in Angriff, dessen Figurenschmuck aus der Zeit um 1415 den Heiligen der Kirche von Auxerre gewidmet ist, St. Germanus, St. Pelerinus und St. Amâtre. Doch erst unter Bischof Jean III. Baillet (1477–1513) war der Nordquerarm vollendet. 1478 fand die Einwölbung des Langhaus-Mittelschiffs statt und 1500 begann man schließlich mit den Arbeiten am Nordturm. Das zweite Geschoss war 1525 unter Bischof Francois I. de Dinteville fertig, sein Neffe Francois II. konnte den Turm 1543 vollenden. 1528 wurde die Nordquerhaus-Rose durch Meister Germain Michel verglast, 1550 erfolgte die Verglasung der Südquerhausrose und der Westfassade durch Guillaume Cornouaille. Der Südturm wurde nie vollendet.
1567 plünderten die Hugenotten die Stadt und die Kathedrale, was Reparaturen besonders an der Chorverglasung nötig machte. 1764 wurde der unter Bischof Francois I. de Dinteville entstandene Renaissance-Lettner abgerissen und durch ein Chorgitter ersetzt. Die Französische Revolution verursachte unzählige Schäden am Bau und seiner Ausstattung. Die Goldschmiedearbeiten schmolz man ein, die Kirche verwandelte man in einen Tempel der Vernunft, und die bedeutende Statue des leidenden Stephanus am Hochaltar entging nur der Zerstörung, weil man aus ihr einen leidenden Marat im Bad machte. 1840 stellte Prosper Mérimée die Kathedrale unter Denkmalschutz. Umfangreiche Restaurierungsarbeiten erfolgten während des ganzen 19. Jahrhunderts. Eugène Viollet-le-Duc restaurierte die Krypta 1844–1848, der Architekt Pièplu unternahm ab 1866 die Reparatur des Hauptbaus. Seit 2001 ist eine neue Restaurierungskampagne in Gang.

## Krypta

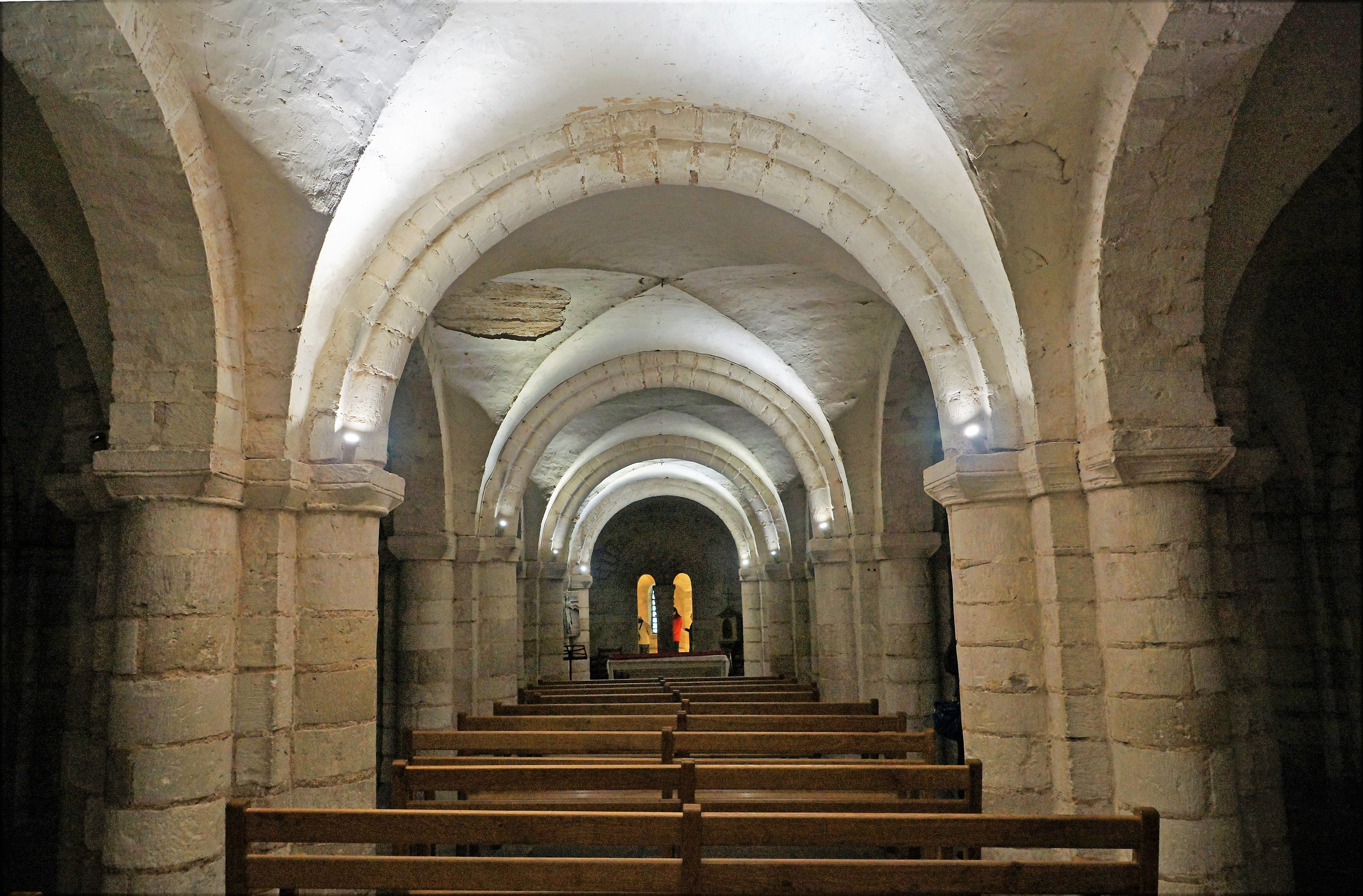
Mittelschiff der Krypta

Die Krypta von St-Étienne stammt noch vom Vorgängerbau aus der Zeit um 1030. Infolge des zur Yonne abfallenden Geländes verfügt sie trotz ihres niedrigen Bodenniveaus über Außenfenster. Durch ihre Raumaufteilung mit Hauptraum, Umgang und Scheitelkapelle ist sie ein wichtiges Beispiel für die Entwicklung der Krypta als Bauform. Die klare architektonische Gliederung durch Wandvorlagen und Kreuzgratgewölbe mit Gurt- und Scheidbögen macht sie überdies zu einem Hauptwerk der frühromanischen Architektur. Die Krypta besitzt bedeutende Fresken in der Scheitelkapelle. Ein sehr ungewöhnliches Fresko stammt aus der Mitte des 12. Jahrhunderts: „Christus auf einem weißen Pferd“, umgeben von vier Engeln, ebenfalls auf Pferden. Die formale Grundlage dieser Szene ist ein großes juwelengeschmücktes Kreuz, das die gesamte Bildfläche bestimmt. Die thematische Idee der „Engelreiter“ geht letztlich auf Erzählungen aus der Apokalypse des Johannes zurück, wo solche Wesen geschildert werden. Aber auch das Bild des „reitenden Kaisers“ mag hier eine Rolle gespielt haben, das zur damaligen Zeit sehr populär war und hier auf Christus übertragen sein kann. Eine solche Art der Darstellung mit Christus als Reiter auf einem Pferd – und nicht auf einem Esel – ist jedenfalls extrem selten. Auf der Apsiskalotte der Kapelle findet sich eine weitere Wandmalerei, eine Maiestas Domini vom Ende des 13. Jahrhunderts.

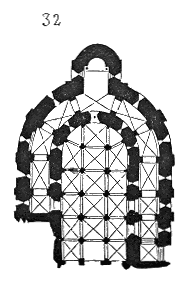
Plan der Krypta
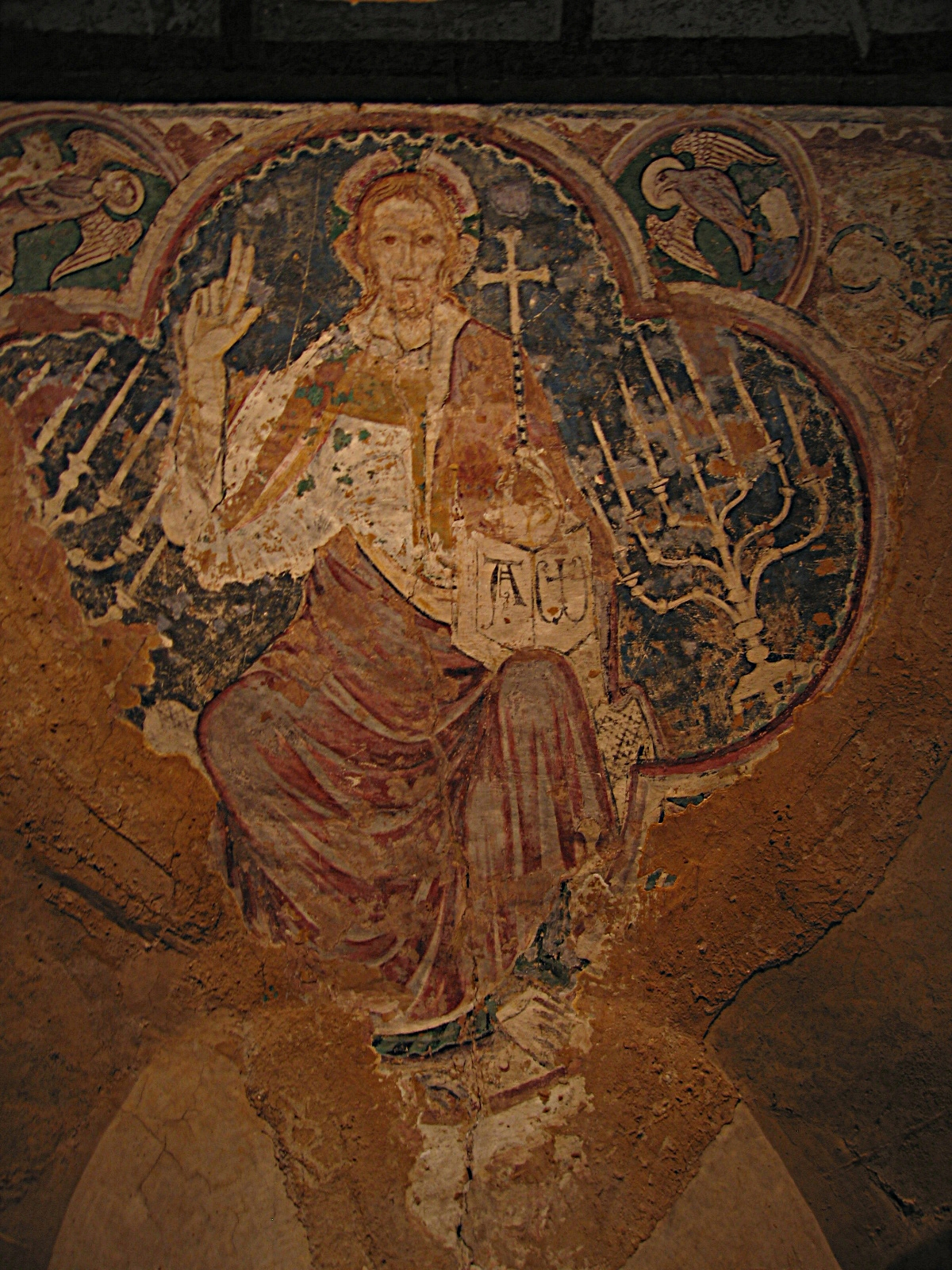
Maiestas Domini im Gewölbe der Scheitelkapelle der Krypta
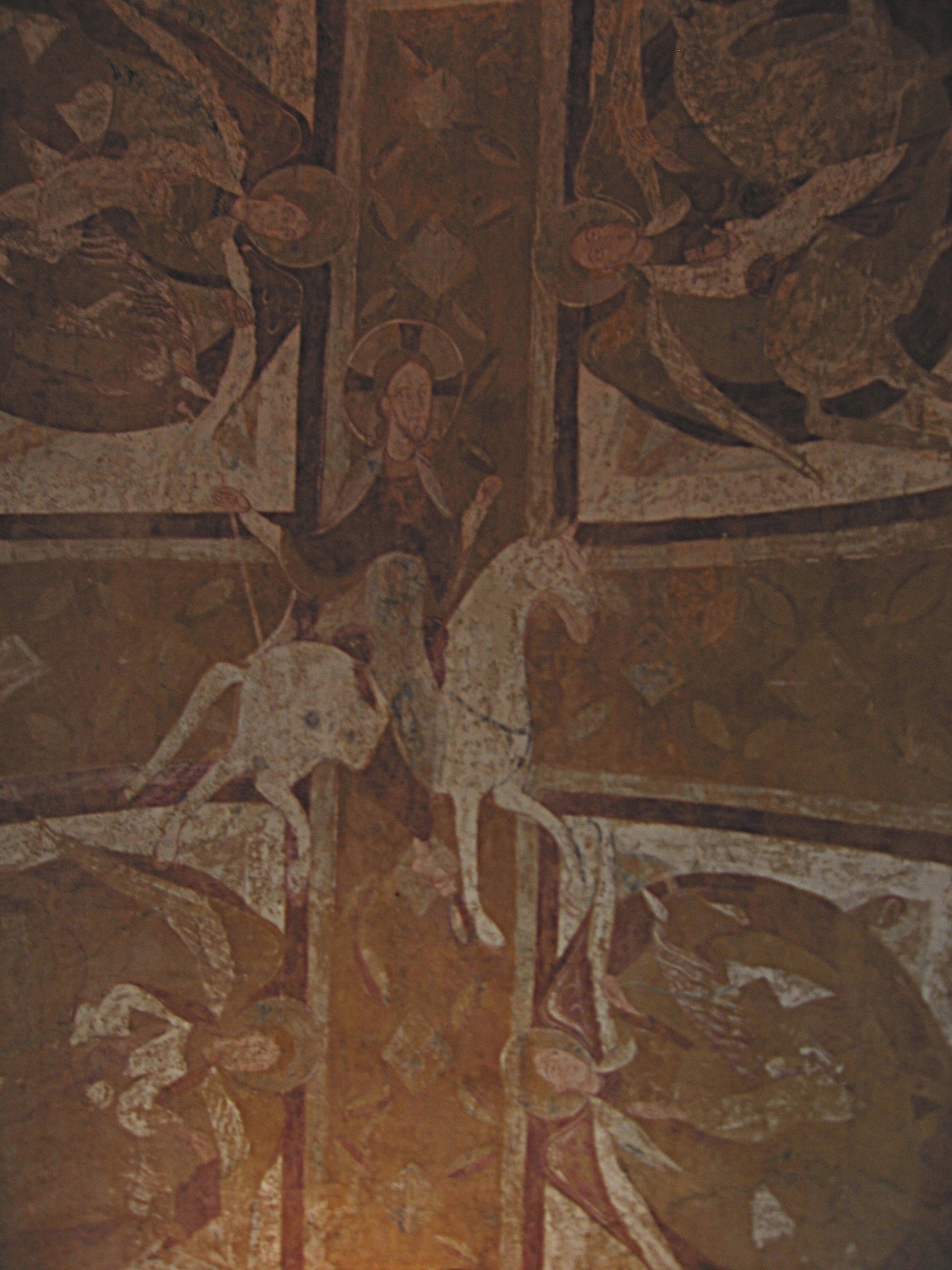
Gewölbemalerei der Krypta

## Domschatz
Der Domschatz enthält diverse mittelalterliche illuminierte Handschriften, Elfenbeinschnitzereien, Goldschmiedewerke und eine Sammlung von Reliquienschreinen mit Limoger Email.

## Orgel
In der Kathedrale von Auxerre befindet sich eine Orgel aus der Werkstatt Oberthur. Sie wurde 1986 errichtet und hat 47 klingende Register auf vier Manualen und Pedal.
| I Grand Choeur C–c4 |        |
| Chamades (Bass)     | 16′    |
| Chamades (Diskant)  | 16′    |
| Chamades (Bass)     | 8′     |
| Chamades (Diskant)  | 8′     |
| Chamades            | 4′     |
| Chamades II         | 5 1⁄3′ |

| II Grand Orgue C–c4   |        |
| Bourdon               | 16′    |
| Montre                | 8′     |
| Bourdon conique       | 8′     |
| Prestant              | 4′     |
| Grosse tierce         | 3 1⁄5′ |
| Doublette             | 2′     |
| Cornet V              |        |
| Grosse Fourniture III |        |
| Grosse Cymbale III    |        |
| Fourniture III        |        |
| Cymbale III           |        |
| Bombarde              | 16′    |
| Trompette             | 8′     |
| Clairon               | 4′     |
| Tremblant             |        |

| III Positif C–c4 |        |
| Principal        | 8′     |
| Bourdon          | 8′     |
| Montre           | 4′     |
| Flûte            | 4′     |
| Nasard           | 2 ⁄3′  |
| Quarte           | 2′     |
| Tierce           | 1 3⁄5′ |
| Piccolo          | 1′     |
| Mixtur IV        |        |
| Cromorne         | 8′     |
| Tremblant        |        |

| IV Récit expressif C–c4 |       |
| Dulciane                | 8′    |
| Voix céleste            | 8′    |
| Bourdon                 | 8′    |
| Flûte                   | 4′    |
| Principal               | 2′    |
| Larigot                 | 1 ⁄3′ |
| Cornet III              |       |
| Scharff III             |       |
| Basson                  | 16′   |
| Trompette               | 8′    |
| Voix humaine            | 8′    |
| Clairon                 | 4′    |
| Tremblant               |       |

| Pédale C–g1 |     |
| Soubasse    | 32′ |
| Soubasse    | 16′ |
| Flûte       | 16′ |
| Flûte       | 8′  |
| Flûte       | 4′  |
| Basson      | 32′ |
| Bombarde    | 16′ |

Von 1953 bis 1960 war Jacques Berthier Organist der Kathedrale.

## Maße
- Außenlänge ca. 100 m
- Fassadenbreite ca. 40 m
- Höhe des Nordturms 68 m
- Innenlänge 98 m
- Gewölbehöhe im Chor 30 m
- Gewölbehöhe Seitenschiffe 13 m
- Breite des Mittelschiffs im Chor 12 m